# Silla obstétrica

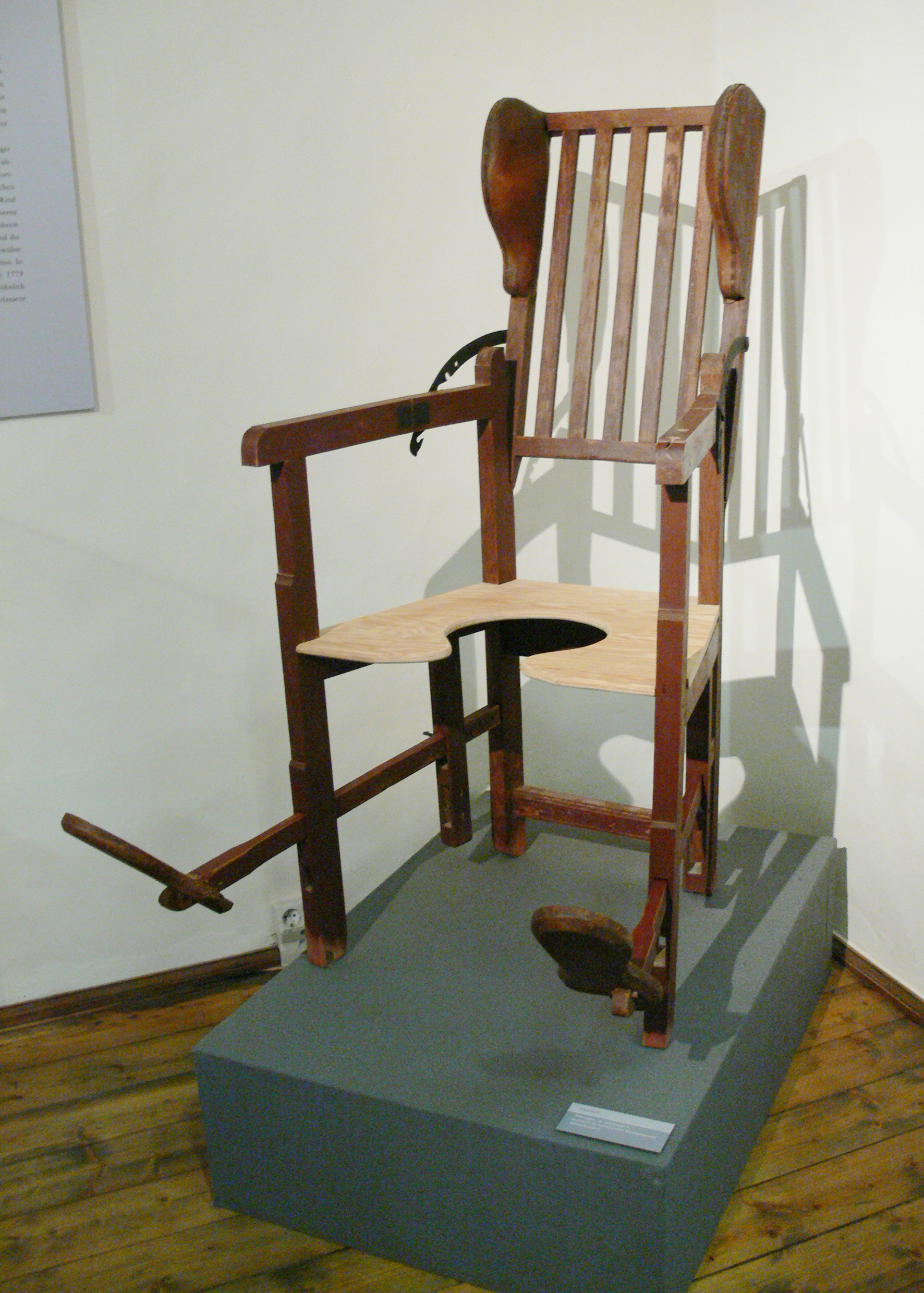
Silla obstétrica con recambios

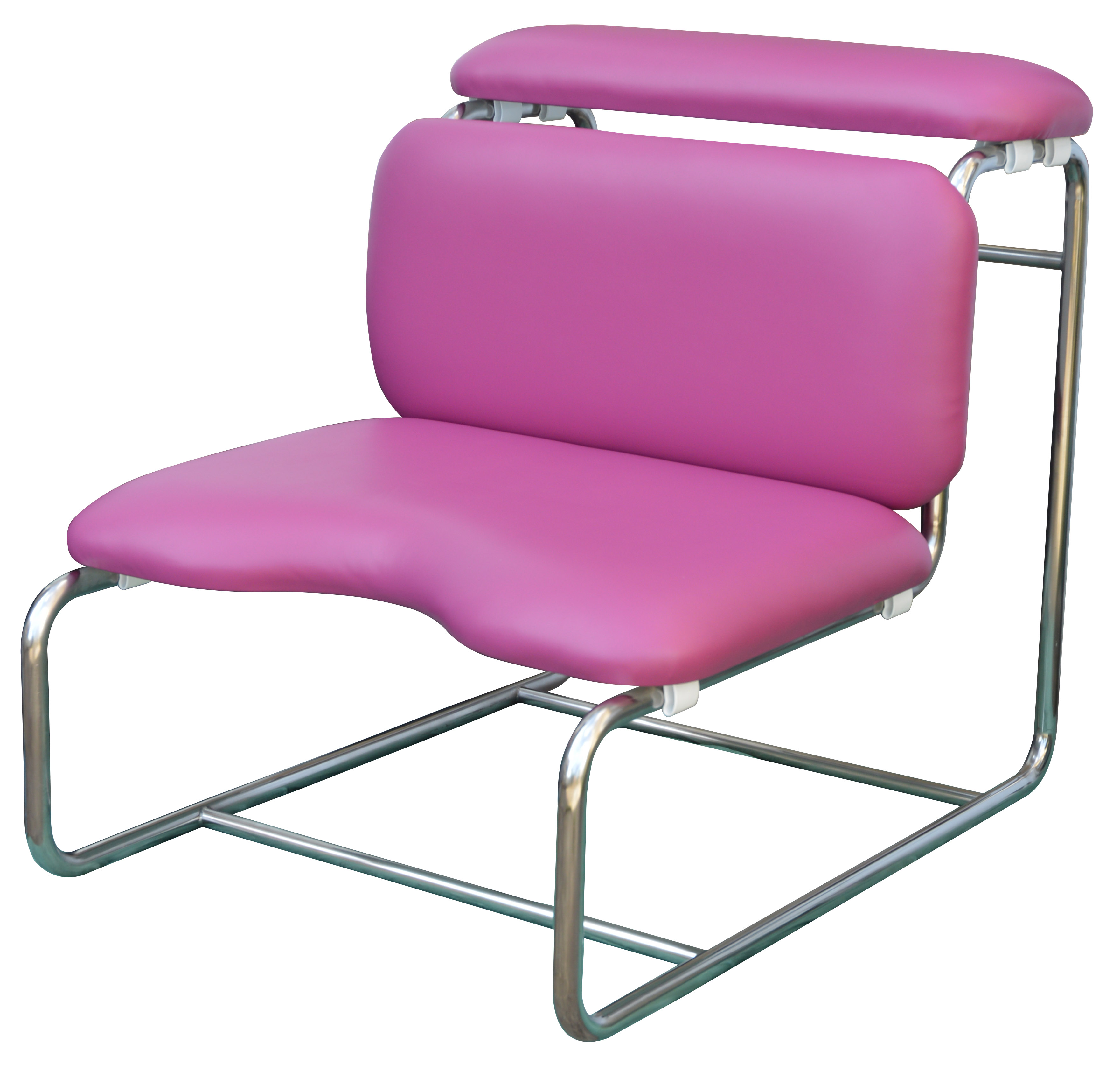
Silla Obstétrica moderna (Ajustable)

Una silla obstétrica, también llamada silla de partos, es un asiento diseñado para ayudar a la mujer durante el parto en posición vertical. Está pensada para proporcionar equilibrio y apoyo. Si no tiene respaldo, se denomina taburete o banco de partos.

## Historia

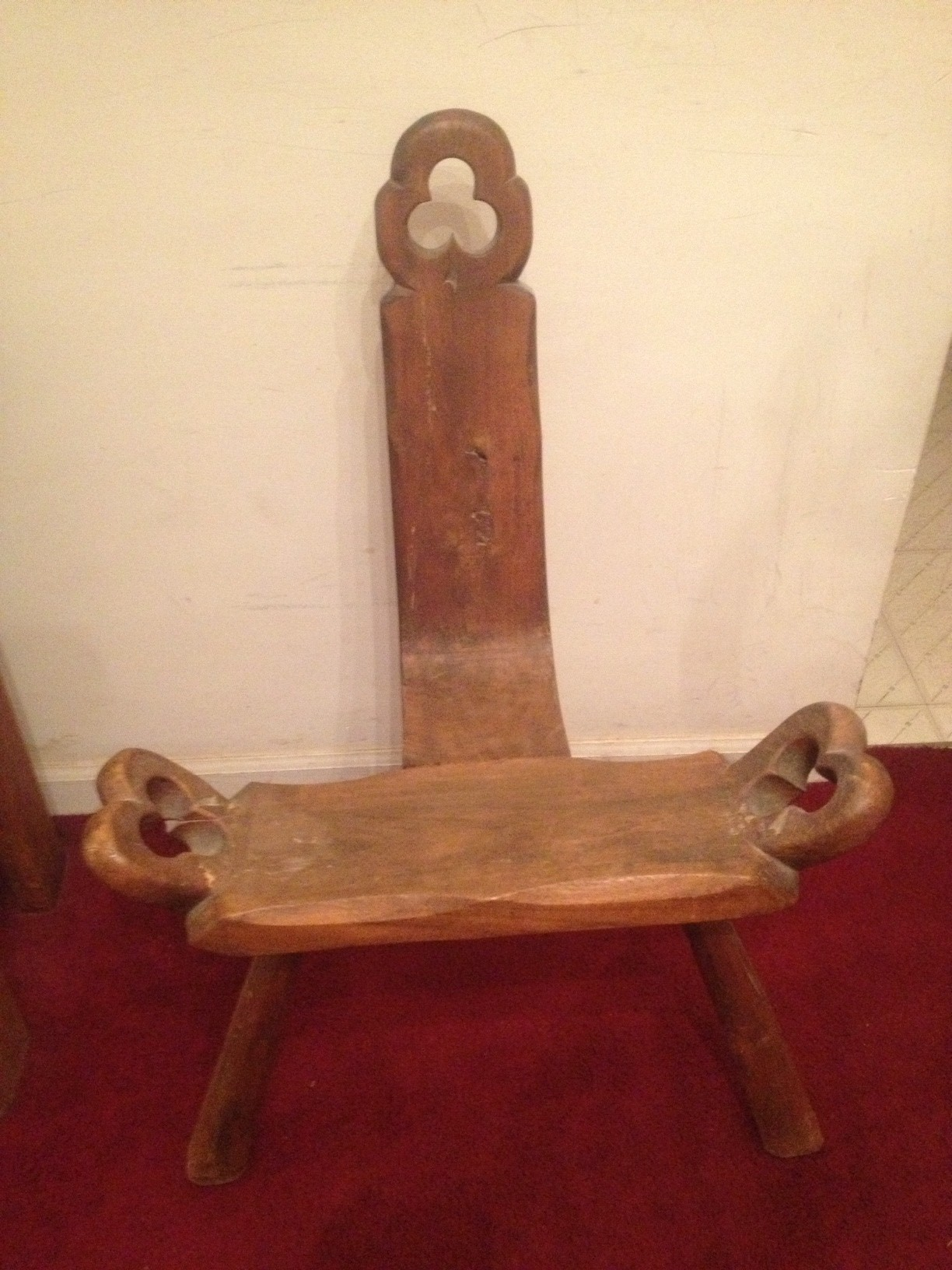
Silla obstétrica

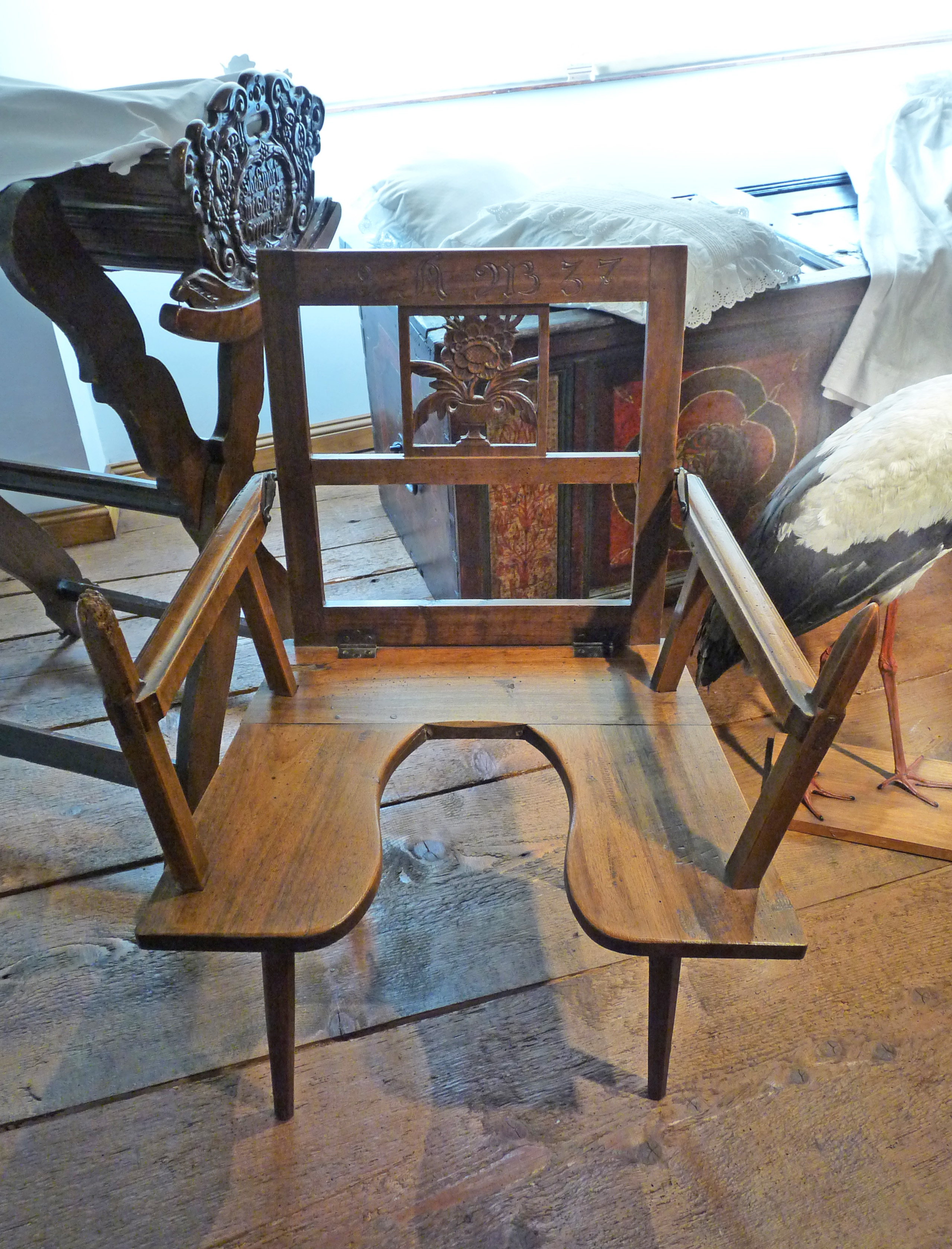
Silla obstétrica de madera

Las sillas de partos dejaron de utilizarse cuando los médicos comenzaron a emplear la cama para que las mujeres se tumbaran durante el parto. El concepto de la silla de partos también ha sido descrito por antropólogos y misioneros.

## En la época moderna

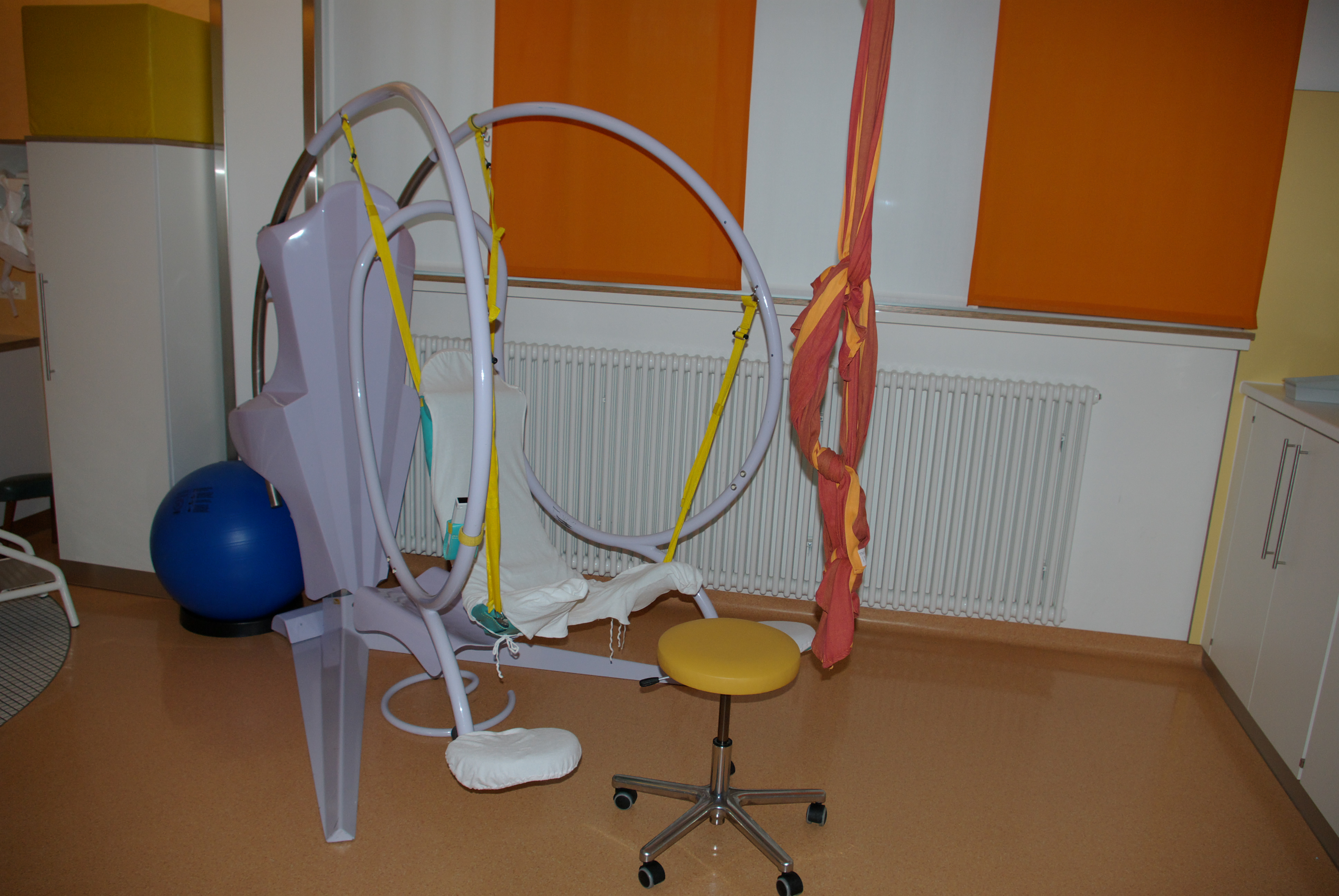
Silla obstétrica moderna

Silla obstétrica moderna común.

Un taburete/silla de partos actual puede estar hecho de diversos materiales, incluyendo los hinchables de PVC como la estructura de soporte CUB, el plástico como los taburetes de Kaya o los taburetes de madera acolchados. Más recientemente las sillas/taburetes de partos se han adaptado para disponer de varias posiciones verticales (en cuclillas, a gatas, de rodillas y sentado) y se utilizan como soportes no necesariamente como sillas o taburetes de partos. La investigación sugiere que estar erguido durante el parto puede tener efectos positivos para la madre y el bebé. El uso de una silla/taburete/soporte durante la primera fase del parto puede facilitar a la mujer tener el parto en posición vertical.